# Аутономни роботи
Аутономни робот је електро-механичка машина која је у стању да аутономно, по неком програму, или под контролом човека изводи одређене задатке.
Још у античко доба забележени су покушаји прављења аутомата. Познати су делимично аутоматизована позоришта и музичке машине, као и планови и скице андроида из 15. века од Леонарда да Винчија. 

## Роботи
Да би се машина могла назвати роботом мора да испуњава следеће услове:
- да прима и тумачи информације из окружења
- да помера и манипулише објектима

Израз „робот“ се први пут помиње у драми Карела Чапека „Р. У. Р.“.
Постоји више подела робота у зависности од критеријума поделе.
На основу конфигурације, роботи се деле на оне са правоугаоном, цилиндиричном, сферном конфигурацијом, затим SCARA робот чија се конфигурација базира на два паралелна обрта, на роботе са ротацијском конфигурацијом и картезијанске роботе.
Генерацијски, роботи су подељени на: програмске, адаптивне и интелигентне роботе.
Према степену самосталности, роботи се деле на:
- индустријске роботе (који се крећу у скупу дискретних локација)
- аутономне роботе (којима је развијена интеракција с окружењем)

## Делови робота
Саставни делови робота су: процесор који обрађује информације (мозак робота), сензори који скупљају информације из околине у којој се налази робот (чула робота), делове који се покрећу и обављају неку радњу (удове робота) и извор енергије који оживљава робота. Ако постоји више покретних делова и сензора, они се уграђују у тело робота.
- Процесор или мозак робота служи за контролисање радње робота. У зависности од сложене активности робота користе се разни процесори.
- Покретни делови су делови робота који служе за његово кретање. Робот може да се креће на разне начине у зависности од површине по којој се креће: по тврдим површинама може да користи ноге или точкове, по течним може да плива или да рони, а у ваздушном простору да лети. Већина робота има још покретних делова који служе за обављање неке радње.
- Сензори су део робота који служи за његову интеракцију са околином на тај начин што преко њих сакупља потребне информације. Робот користи потребне сензоре у зависности од намене.
- Извор напајања је део робота који га повезује са енергијом за рад. Робот може бити повезан са спољашњим извором енергије или имати сопствени извор напајања.[5]

## Аутономни роботи опште намене
Намена робота је да замене људе у обављању задатака који се понављају, који су опасни, задатака које људи не воле да раде или нису у стању да их раде (ограничења величине или екстремних услова, нпр. у свемиру или на дну мора). Роботи могу да се класификују по својој специфичности сврхе. Робот може бити дизајниран да обавља један посебан задатак добро, или спектар задатака мање добро. По својој природи, сви роботи се могу препрограмирати да се понашају другачије, али могу бити ограничени по својој физичкој форми.
На основу намене, тј. њиховог коришћења, постоје две групе робота:
- аутономни роботи општих намена
- посвећени роботи.

Аутономне роботи опште намене могу самостално да обављају различите функције. Они обично могу да се крећу самостално у познатим просторијама, да сами изврше своје потребе (пуњење), да умеју да користе електронска врата, лифтове и да обављају друге основне задатке. Као и рачунари, роботи се могу повезати са мрежама, софтверима и прикључцима који повећавају њихову корисност. Они могу да препознају људе или објекте, да разговарају, да обезбеде дружење, прате квалитет животне средине, реагују на аларме, покупе залихе и обављају друге корисне послове. Ови роботи могу да обављају различите функције истовремено или могу имати различите улоге у различито доба дана.

### Хуманоидни роботи
Хуманоидни роботи су роботи који имају облик људског тела. Андроиди су подврста хуманоидних робота чија је сврха да и по својим осталим карактеристикама (кретање, говор, гестикулације) што више опонашају људска бића. Хуманоидни роботи су и даље у почетној фази развоја, јер немају интелигенцију.

### Фабрички роботи
Фабрички роботи су највише заступљени у прозводњи аутомобила, где је поступак израде подељен на много малих делова које роботи засебно извршавају. Роботи се такође интензивно користе при паковању и палетизирању робе, а јако велику употребу имају и у електроници где далеко престижу човека у брзини, прецизности и поузданости. У последње време све се више користе и мобилни роботи тј. аутоматизовано вођена возила.

### Механички роботи
Механички роботи су роботи који извршавају досадне или недоступне задатке. Међу таквим роботима, разликују се свемирске сонде, затим теле-роботи, односно роботи на даљинско управљање који се користе у рату (беспилотне летелице) или у хирургији (операције унутар пацијената), аутоматизовани берачи воћа или домаћи роботи који су посвећени једном послу као што је усисавање, прање пода или кошење травњака. Роботи се користе и у рударству, школама и здравству. Роботи у здравству се могу поделити на оне који помажу старим или болесним особама и на оне које помажу у апотекама и болницама.

## Тренутна истраживања
Тренутно се доста ради на истраживању робота и нових технологија. Најпопуларнија истраживања ових година су истраживања која се баве нанороботима и истраживања на стварању вештачке интелигенције.